# Henri Maspero
Pour les articles homonymes, voir Maspero.
Henri Paul Gaston Maspero, né à Paris Ve le 15 décembre 1883 et mort en déportation au camp de Buchenwald le 17 mars 1945, est un sinologue français. Il s'illustra par sa fine érudition et un travail pionnier qui fait référence sur le taoïsme.

## Biographie
Né dans une famille d'origine italienne, il est le fils de l’égyptologue Gaston Maspero, qu'il accompagne en Égypte en 1905, et le demi-frère du sinologue Georges Maspero. Marié à Hélène Clerc (1899-1997), il est le père de Jean, né en 1925, résistant, volontaire de la 3e armée américaine et tué au combat le 8 septembre 1944, et de l'écrivain et éditeur François Maspero.
Henri Maspero étudie à Paris le droit puis le chinois à l'École nationale des langues orientales vivantes. En 1908, il est pensionnaire de l’École française d'Extrême-Orient à Hanoï pour y étudier les langues et coutumes des peuples indochinois. D'abord nommé professeur à l’École Française d'Extrême-Orient (1911), il succède ensuite à son maître Édouard Chavannes à la chaire de chinois du Collège de France en 1918, puis remplace Marcel Granet à la chaire de civilisation chinoise à la Sorbonne et dirige le département Religions de la Chine à l’École pratique des hautes études.
En 1935, il est élu membre de l'Académie des inscriptions et belles-lettres. Il est chevalier de la Légion d'Honneur et décoré de la médaille de la Résistance.
Le 28 juillet 1944, Henri et son épouse sont arrêtés par les nazis sur « soupçons d’activité terroriste » portant sur leur fils ; internés à la prison de Fresnes, ils sont ensuite déportés. Henri Maspero meurt le 17 mars 1945, au camp de Buchenwald, le lendemain de la mort du sociologue français Maurice Halbwachs. Un mois après, le camp est libéré par les troupes américaines du général Patton (11 avril 1945).

### Sources
- Notice, liste des académiciens, site de l'Académie des Inscriptions et Belles-Lettres.
- Adolphe Lods, Éloge funèbre de M. Henri Maspero, président de l'Académie. Comptes rendus des séances de l'Académie des Inscriptions et Belles-Lettres, 89e année, n. 2, 1945, p. 220-226.
- Alfred Merlin, Notice sur la vie et les travaux de M. Henri Maspero, membre de l'Académie, Comptes rendus des séances de l'Académie des Inscriptions et Belles-Lettres, 95e année, n. 4, 1951, p. 416-426.

### Œuvres
- Les Finances de l'Égypte sous les Lagides, Paris, 1905.
- « Communautés et moines bouddhistes chinois aux IIe et IIIe siècles », Bulletin de l’École Française d'Extrême-Orient (BEFEO), 1910, p. 222-232.
- « Le Protectorat d'Annam sous les Tang. Essai de géographie historique », BEFEO, 1910.
- « Contribution à l'étude de la phonétique des langues thaï », BEFEO, 1911, 153-169.
- « Études sur la phonétique historique de la langue annamite », BEFEO, 1912, 1-126.
- « Légendes Mythologiques dans le Chou King », Journal asiatique, janvier-mars 1924, 100 p.
- « La société et la religion des Chinois anciens et celles des Tai modernes » , 1929, Éditions Gallimard - Conférence - édition numérique
- La Chine antique, Paris, PUF, 1927 (réédition, 1965), 520 p.
- « Le Régime féodal et la propriété foncière dans la Chine antique », Institut de sociologie Solvay, 1936.
- « Les Régimes fonciers en Chine », Recueil de la Société Jean Bodin, 1937.
- « Les Instruments astronomiques des Chinois au temps des Han », Mélanges chinois et bouddhiques, VI, 1938-1939, 183-370.
- Les Documents chinois de la troisième expédition de Sir Aurel Stein en Asie centrale, Londres, British Museum, 1953, 268 p.
- Le Taoïsme et les religions chinoises, Paris, 1950 (réédition : Gallimard, 1971, 661 p.).
- Les Institutions de la Chine, Paris, PUF, 1952 (ouvrage posthume en partie rédigé par Jean Escarra).
- Histoire et institutions de la Chine ancienne, Paris, PUF, 1967.